# 안드레아 피를로
안드레아 피를로(이탈리아어: Andrea Pirlo, 1979년 5월 19일 ~ , OMRI)는 이탈리아의 은퇴한 축구 선수이다. 역대 최고의 딥 라잉 플레이메이커 중 한 명으로 넓은 시야, 경기 컨트롤, 기술, 창의성, 패싱력, 뛰어난 프리키커로 명성을 떨쳤다.

## 구단 경력
피를로는 브레시아현에서 태어났다. 그의 아버지는 두 개의 제철소를 소유하고 있고, 그의 형인 이반은 브레시아에 있는 세리에 C2 소속 클럽의 선수이다.
그는 고향팀인 브레시아 (1994-98, 2001), 인테르나치오날레 (1998-99, 2000-2001), 레지나 (1999-2000)에서 뛰었으며, 2001년부터 2011년까지 AC 밀란에서 뛰었다. AC 밀란에서 스쿠데토 2회, UEFA 챔피언스리그 우승 2회, 코파 이탈리아 1회, UEFA 슈퍼컵 2회 우승을 경험하였다.
그의 포지션은 처음에는 공격형 미드필더였으나, AC 밀란으로 이적한 이후 카를로 안첼로티 감독은 그를 포백 라인의 바로 위에서 경기를 조율하도록 하였다. 피를로는 2006-07 시즌에 총 2,782분을 뛰었으며, 2007년 10월에는 2007 FIFA 올해의 선수 후보에 오르기도 하였다.
2009년 카를로 안첼로티감독이 잉글랜드 프리미어리그의 첼시로 떠나자, 그는 첼시의 클라우디오 피사로와의 맞트레이드 물망에 오르기도 하였으나, AC 밀란에서 이적 제의를 거절하였다.
2011년 5월 24일 유벤투스와 3년 계약을 맺고 이적하였다.
유벤투스에서 2011-12시즌 무패우승을 필두로 2012-13시즌, 2013-14시즌, 2014-15세리에a 우승을 경험하였다.
2014-15 시즌 유벤투스의 더블과 챔피언스리그 준우승을 달성하였다.
2015-16 시즌을 앞두고 뉴욕 시티 FC로 이적하였고 2017년 11월 6일 현역 은퇴를 발표하며 은퇴했다.

## 국가대표팀 경력
피를로는 2000년 이탈리아 U-21팀의 주장을 맡았으며, 2000년 하계 올림픽 대표팀에 선발되었고, 2004년 하계 올림픽에는 와일드카드로 출전하여 동메달을 획득했다. 2002년부터 이탈리아 성인 대표팀 선수로 뛰기 시작했으며 그 해 9월 바쿠에서 열린 아제르바이잔과의 UEFA 유로 2004 예선 경기를 통해 국제 A매치 데뷔전을 가졌다. 그는 UEFA 유로 2004, 2006년 FIFA 월드컵 등 여러 국제 대회에 참가하였고, 2006년 FIFA 월드컵에서는 우승을, 유로 2012에서는 준우승을 차지했다.
그는 2006년 FIFA 월드컵 조별 리그 첫 경기인 가나와의 경기에서 선제골을 기록하였으며, 빈첸초 이아퀸타의 추가골을 이끌어 이탈리아의 2-0 승리를 이끌었다. 피를로는 이 경기의 최우수 선수에 선정되었다.
그는 독일과의 4강전에서 또 한번 맹활약을 펼쳤다. 연장 후반 14분, 독일 수비수를 맞고 페널티 박스 밖으로 흘러나온 공을 잡아 드리블하며 독일 수비수들을 유인하였고, 파비오 그로소에게 내주는 절묘한 패스로 결승골을 어시스트하였다. 이탈리아는 이 경기에서 알레산드로 델 피에로의 추가골로 2-0으로 독일을 격파하고 결승전에 진출하였다. 피를로는 이 경기에서도 최우수 선수에 선정되었다.
프랑스와의 결승전에서 이탈리아는 지네딘 지단에게 페널티킥으로 골을 내주었다. 10분 뒤 피를로는 코너킥으로 마르코 마테라치의 헤딩 동점골을 어시스트하였다. 승부차기에서 피를로는 첫 키커로 나서 이를 성공시켰다. 이 경기에서의 활약으로 피를로는 이 대회 세 번째로 경기 최우수 선수에 선정되었다. 이로써 피를로는 2006년 FIFA 월드컵에 참가한 선수 중 경기 최우수 선수에 최다 선정되었다. 또한 그는 지네딘 지단과 파비오 칸나바로에 이어 브론즈볼을 수상하였다.
그는 2010년 FIFA 월드컵에서는 첫 두 경기에 부상으로 결장하였고, 슬로바키아와의 마지막 경기에 교체로 출전하였으나, 팀의 패배를 막지 못하여 이탈리아는 조별 예선에서 탈락하였다.
이후 피를로는 새로 부임한 체사레 프란델리 감독 아래에서 나이가 많다는 이유로 부름을 받지 못하다가 경기를 조율할 수 있는 선수가 없자 다시 대표팀에 부름을 받았고, 유로2012 대회에서 과거에 비해 전력이 떨어진다는 평가를 받았던 이탈리아를 대회 준우승까지 이끌면서 다시 한번 클래스를 입증하였다.

## 지도자 경력
2020년 7월 30일 유벤투스 U-23의 감독으로 선임됐다. 그러나 10일 만인 8월 8일 마우리치오 사리 경질 이후 1군 감독으로 승진했다. 2021년 5월 28일 경질됐다.
2022년 6월 12일, 피를로는 튀르키예의 파티흐 카라귐뤼크 감독으로 임명되었다. 2023년 5월 24일 경질됐다.
2023년 6월 27일, 피를로는 세리에 B의 UC 삼프도리아 감독으로 임명되었다.

## 출전 통계
| 구단             | 시즌        | 리그 | 리그 | 컵   | 컵   | 대륙 | 대륙 | 기타 | 기타 | 합계 | 합계 |
| 구단             | 시즌        | 출전 | 득점 | 출전 | 득점 | 출전 | 득점 | 출전 | 득점 | 출전 | 득점 |
| ---------------- | ----------- | ---- | ---- | ---- | ---- | ---- | ---- | ---- | ---- | ---- | ---- |
| 브레시아         | 1994-95     | 1    | 0    |      |      |      |      |      |      | 1    | 0    |
| 브레시아         | 1995-96     | 0    | 0    |      |      |      |      |      |      | 0    | 0    |
| 브레시아         | 1996-97     | 17   | 2    | 1    | 0    |      |      |      |      | 18   | 2    |
| 브레시아         | 1997-98     | 29   | 4    | 1    | 0    |      |      |      |      | 30   | 4    |
| 브레시아         | 2000-01     | 10   | 0    |      |      |      |      |      |      | 10   | 0    |
| 인테르나치오날레 | 1998-99     | 18   | 0    | 7    | 0    | 7    | 0    |      |      | 32   | 0    |
| 인테르나치오날레 | 2000-01     | 4    | 0    | 1    | 0    | 3    | 0    |      |      | 8    | 0    |
| 레지나           | 1999-00     | 28   | 6    | 2    | 0    | 3    | 0    |      |      | 30   | 6    |
| AC 밀란          | 2001-02     | 18   | 2    | 2    | 0    | 9    | 0    |      |      | 29   | 2    |
| AC 밀란          | 2002-03     | 27   | 9    | 2    | 0    | 13   | 0    |      |      | 42   | 9    |
| AC 밀란          | 2003-04     | 32   | 6    |      |      | 9    | 1    | 3    | 1    | 44   | 8    |
| AC 밀란          | 2004-05     | 30   | 4    | 1    | 0    | 12   | 1    |      |      | 43   | 5    |
| AC 밀란          | 2005-06     | 33   | 4    | 4    | 0    | 12   | 1    |      |      | 49   | 5    |
| AC 밀란          | 2006-07     | 34   | 2    | 4    | 0    | 14   | 1    |      |      | 52   | 3    |
| AC 밀란          | 2007-08     | 33   | 3    | 1    | 0    | 8    | 2    | 3    | 0    | 45   | 5    |
| AC 밀란          | 2008-09     | 26   | 1    | 0    | 0    | 3    | 1    |      |      | 29   | 2    |
| AC 밀란          | 2009-10     | 34   | 0    | 1    | 0    | 8    | 1    |      |      | 43   | 1    |
| AC 밀란          | 2010-11     | 17   | 1    | 3    | 0    | 5    | 0    |      |      | 25   | 1    |
| 유벤투스         | 2011-12     | 37   | 3    | 4    | 0    |      |      |      |      | 41   | 3    |
| 유벤투스         | 2012-13     | 32   | 5    | 2    | 0    | 10   | 0    | 1    | 0    | 45   | 5    |
| 유벤투스         | 2013-14     | 30   | 4    | 1    | 0    | 13   | 2    | 1    | 0    | 45   | 6    |
| 유벤투스         | 2014-15     | 20   | 4    | 2    | 0    | 10   | 1    | 1    | 0    | 33   | 5    |
| 뉴욕 시티        | 2015        | 13   | 0    |      |      |      |      |      |      | 13   | 0    |
| 뉴욕 시티        | 2016        | 32   | 1    |      |      |      |      | 1    | 0    | 33   | 1    |
| 뉴욕 시티        | 2017        | 15   | 0    |      |      |      |      | 1    | 0    | 16   | 0    |
| 커리어 통산      | 커리어 통산 | 570  | 61   | 39   | 0    | 136  | 11   | 11   | 1    | 756  | 33   |

## 수상

### 선수

#### 브레시아 칼초
- 세리에 B : 1996-97

#### AC 밀란
- 세리에 A : 2003-04, 2010-11
- 코파 이탈리아 : 2002-03
- 수페르코파 이탈리아나 : 2004
- UEFA 챔피언스리그 : 2002-03, 2006-07, 준우승 (2004-05)
- UEFA 슈퍼컵 : 2003, 2007
- FIFA 클럽 월드컵 : 2007

#### 유벤투스
- 세리에 A : 2011-12, 2012-13, 2013-14, 2014-15
- 코파 이탈리아 : 2014-15
- 수페르코파 이탈리아나 : 2012, 2013
- UEFA 챔피언스리그 : 준우승 (2014-15)

#### 이탈리아
- FIFA 월드컵 : 2006
- UEFA 유로 준우승 : 2012
- FIFA 컨페더레이션스컵 3위 : 2013
- 올림픽 동메달 : 2004
- UEFA U-21 유로 : 2000

### 감독

#### 유벤투스
- 코파 이탈리아 : 2020–21[11]
- 수페르코파 이탈리아나 : 2020[12]

### 개인
- 세리에 A 올해의 선수[13] : 2012, 2013, 2014
- 세리에 A 올해의 팀[14] : 2011-12, 2012-13, 2013-14, 2014-15
- 세리에 A 올해의 미드필더[14] : 2011-12
- 세리에 A 도움왕 : 2011-12
- FIF/Pro 월드 베스트 XI : 2006
- UEFA 올해의 팀 : 2012
- UEFA 챔피언스리그 시즌 스쿼드[15] : 2014-15
- UEFA 유로파리그 시즌 스쿼드[15] : 2013-14
- UEFA 슈퍼컵 MoM : 2007
- ESM 올해의 팀 : 2011-12
- 팔로네 다르젠토 : 2011-12
- 팔로네 아주로 : 2012
- 구에린도르 : 2012
- MLS 올스타 : 2016
- 글로브사커 어워드 커리어 공로상 : 2015
- 이탈리아 선수협회 커리어 공로상 : 2018
- 자코모 불가렐리 상 : 2012
- 가에타노 시레아 상 : 2013
- 자친토 파케티 상 : 2017
- 골든풋 : 2018

#### 국가대표
- UEFA U-21 유로 대회 MVP : 2000
- UEFA U-21 유로 득점왕 : 2000
- FIFA 월드컵 브론즈볼 : 2006
- FIFA 월드컵 도움왕 : 2006
- FIFA 월드컵 올스타팀 : 2006
- UEFA 유로 대회 베스트 : 2012
- FIFA 컨페더레이션스컵 대회 베스트 : 2013
- 2006년 FIFA 월드컵 MoM : vs. 가나 (조별리그), vs. 독일 (준결승전), vs. 프랑스 (결승전)
- UEFA 유로 2008 MoM : vs. 루마니아 (조별리그)
- UEFA 유로 2012 MoM : vs. 크로아티아, vs. 아일랜드 (이상 조별리그), vs. 잉글랜드 (8강전), vs. 독일 (준결승전)
- 2013년 FIFA 컨페더레이션스컵 MoM : vs. 멕시코 (조별리그)

#### 선정
- ESPN 2000년대 베스트 : 2009
- UEFA U-21 유로 역대 베스트 : 2015
- UEFA 유로 역대 베스트 : 2016
- 유벤투스 역대 베스트 : 2017
- 이탈리아 축구 명예의 전당 : 2019
- 발롱도르 드림팀 실버 : 2020
- 뉴욕 시티 명예의 전당
- AC밀란 명예의 전당

#### 서훈
- 이탈리아 공화국 공로장  5등급 (Cavaliere OMRI) : 2004
- 이탈리아 공화국 공로장  4등급 (Ufficiale OMRI) : 2006
- 이탈리아 올림픽 위원회 Golden Collar of Sports Merit : 2006

## 같이 보기
- A매치 100경기 이상 출전한 축구 선수 명단